# Tempio romano di Villa San Silvestro

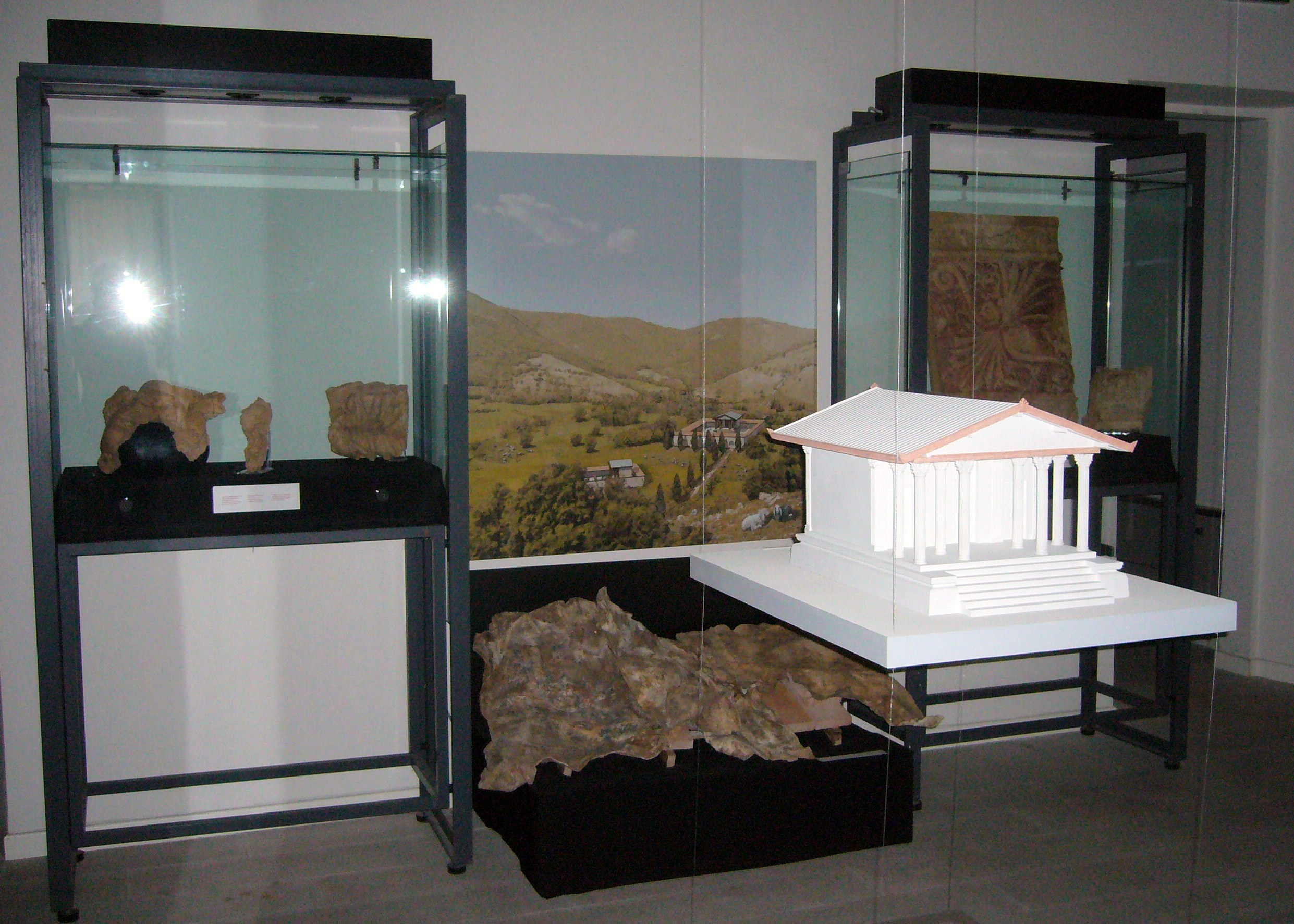
Ricostruzione di uno dei templi di Villa San Silvestro nel Museo civico di Cascia

Il tempio romano di Villa San Silvestro è un antico tempio romano  i cui resti sono stati rimessi in luce presso la chiesa di San Silvestro a Villa San Silvestro, frazione di Cascia, in provincia di Perugia.

## Struttura
Il podio del tempio venne rimesso in luce negli anni venti sul lato nord della chiesa, verso il monte. Le sue dimensioni totali sono di 29,25 m di lunghezza per 20,80 m di larghezza, con un'altezza di 3,26 m ed è costruito in opera quadrata con blocchi in pietra calcarea. Il podio presenta un coronamento con modanature lisce, che in alcuni punti conserva traccia dell'originario rivestimento in stucco, destinato a dare alla pietra locale l'apparenza del marmo.
L'accesso al tempio avveniva sul lato sud-orientale, rivolto verso valle, per mezzo di una scalinata tra due avancorpi, di cui si sono rinvenute parte delle fondazioni.
Sopra il podio sorgevano una cella templare con due ali laterali: su quella centrale, più larga, di 8,20 m di larghezza, si è sovrapposta  la chiesa, che ne ha riutilizzato le fondazioni. La cella doveva essere preceduta da due file di colonne che definiva un pronao profondo, dando al tempio il caratteristico aspetto dei templi etrusco-italici Sono conservate fuori posto tre basi attiche in travertino di 1,30 m di diametro, che hanno permesso, sulla base delle dimensioni, di ricostruire per il tempio una facciata probabilmente tetrastila (a quattro colonne). Il tetto del tempio era rivestito da tegole in piombo.
Negli scavi vennero rinvenute delle terrecotte architettoniche che dovevano rivestire la trabeazione, conservate nel Museo civico di Cascia e che hanno permesso di datare i resti conservati agli inizi dell'età imperiale, forse per una ricostruzione dopo le distruzioni dovute al terremoto del 99 a.C.. Il primo impianto del tempio risale invece probabilmente a poco dopo la conquista romana della Sabina nel 290 a.C..
I reperti sono stati esposti nella mostra "I templi ed il forum di Villa San Silvestro" che si è svolta ne Museo civico di Cascia nel 2009, esposizione poi divenuta permanente. Insieme a questi reperti sono visibili anche altri reperti sia archeologici, tele e pale d'altare, una collezione di statue e gli affreschi visibili nella chiesa di Sant'Antonio Abate.

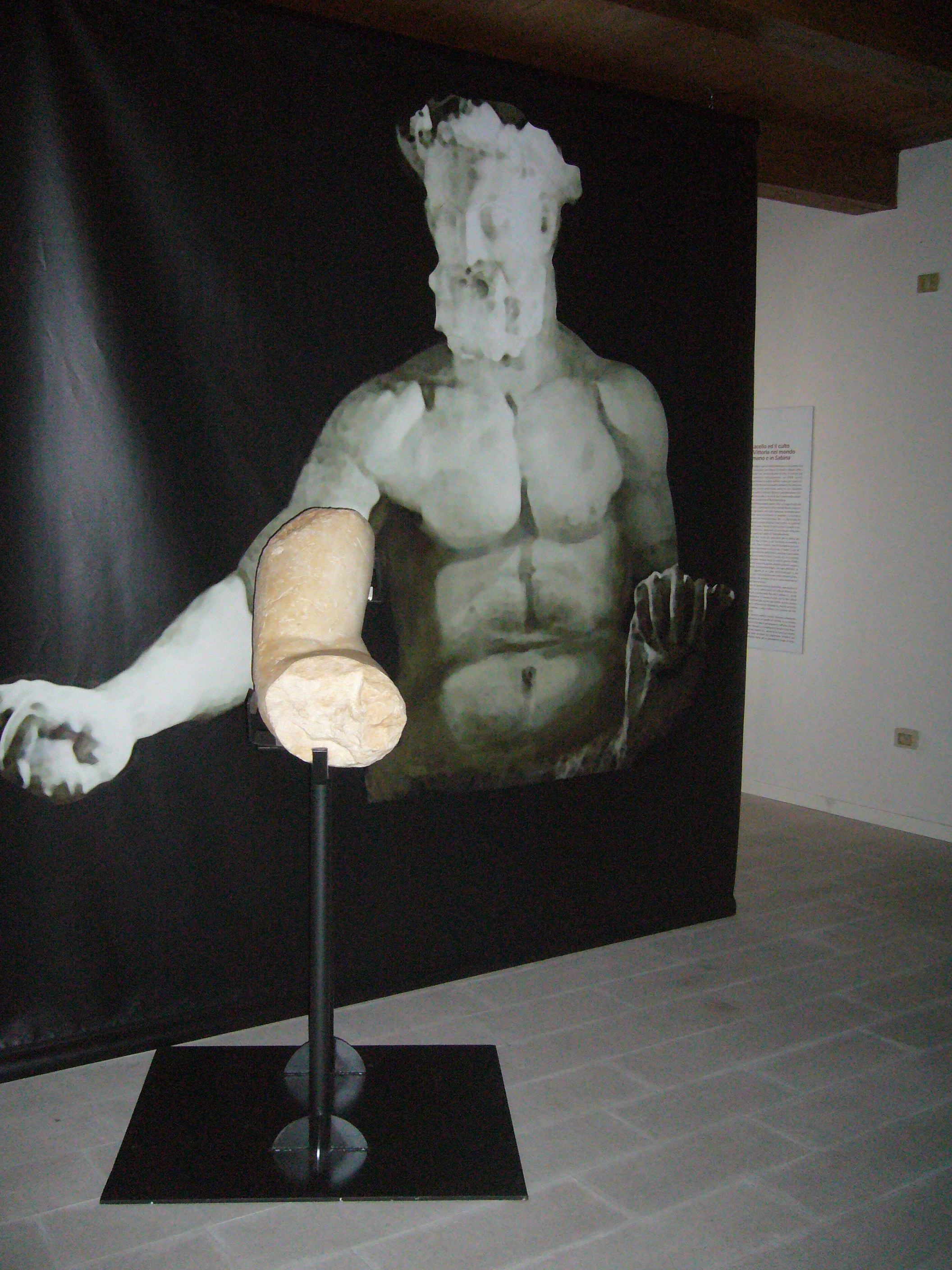
Il braccio della statua di culto rinvenuto nei nuovi scavi sul sito ed esposto presso il Museo civico di Cascia

## Area circostante
Nuovi scavi sono stati condotti sul sito dall'università di Perugia (responsabili Filippo Coarelli, Paolo Braconi e Francesca Diosono) a partire dal 2006: negli scavi sono stati rinvenuti il braccio della statua di culto colossale del tempio, in marmo pario (che ha permesso di supporre che il tempio fosse dedicato a Ercole, una piazza porticata intorno al primo tempio, e un secondo tempio a doppia cella , situato ad est del primo, rispetto al quale era di minori dimensioni (14,10 m di lunghezza x 10,80 m di larghezza) , probabilmente anch'esso costruito dopo il terremoto del 99 a.C. e circondato da un proprio portico, e forse dedicato a Cerere e Venere All'angolo sud-est della piazza porticata è stata ancora rinvenuta un'altra area di culto, forse un sacello dedicato alla Vittoria.
Queste strutture sono state interpretate come un forum, centro amministrativo per aree agricole non urbanizzate, sorto sull'altopiano di Chiavano presso una fonte d'acqua in un punto dove si incontravano diverse vie di comunicazione.
Nella prosecuzione degli scavi sono state rinvenute anche strutture abitative e un terzo portico con funzioni commerciali.

## Abbandono
Il sito fu progressivamente abbandonato nel corso del I secolo d.C. e in seguito distrutto da un altro terremoto. Nella seconda metà del IV secolo  i resti delle strutture più antiche furono occupati da un insediamento con strutture in materiali deperibili e in seguito da attività produttive e da alcune tombe di epoca longobarda, tra il V e il VI secolo.